# Papilio desmondi
Papilio desmondi är en fjärilsart som beskrevs av Van Someren 1939. Papilio desmondi ingår i släktet Papilio och familjen riddarfjärilar.
Artens utbredningsområde är Tanzania. Inga underarter finns listade i Catalogue of Life.

## Bildgalleri

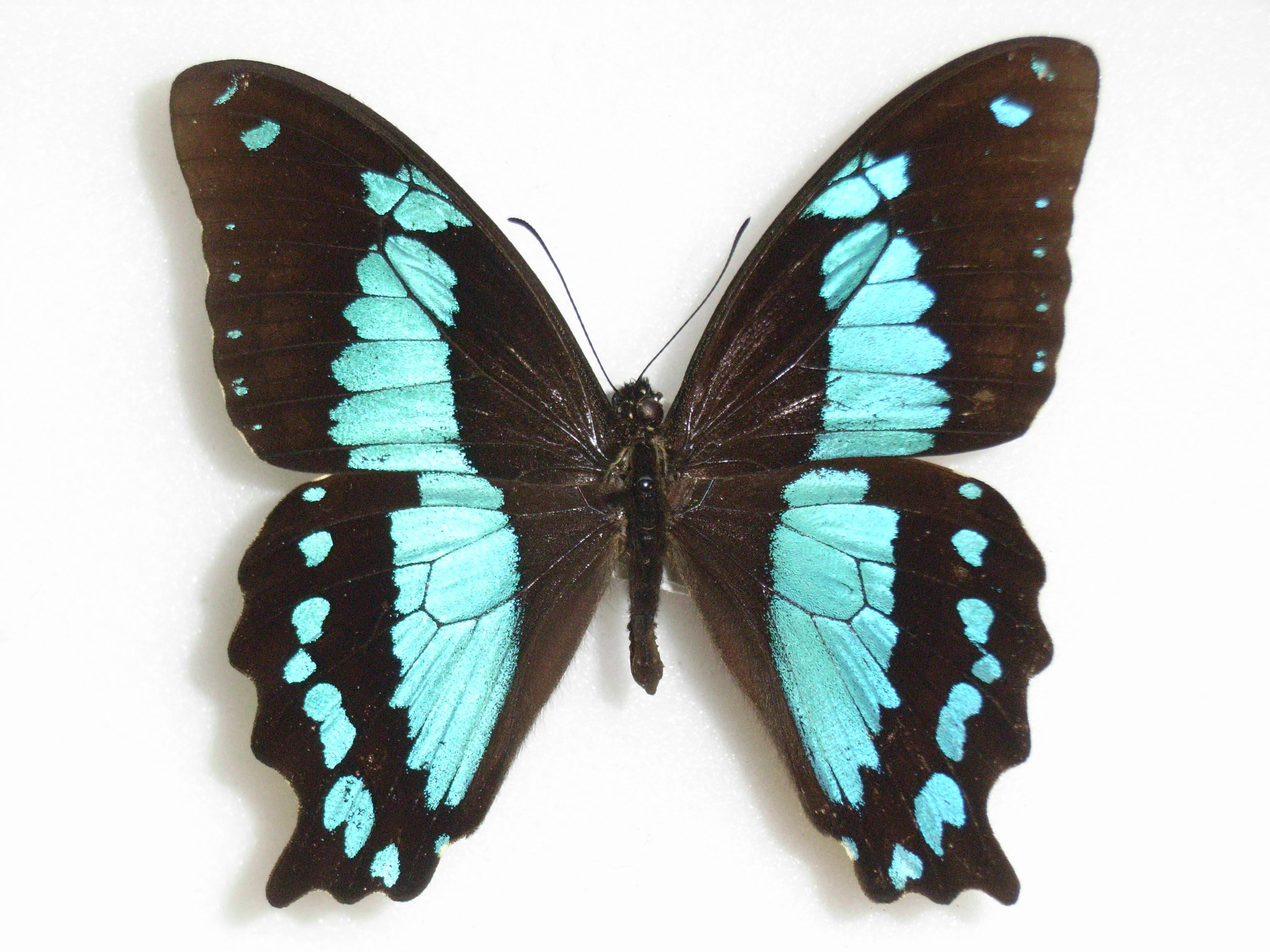
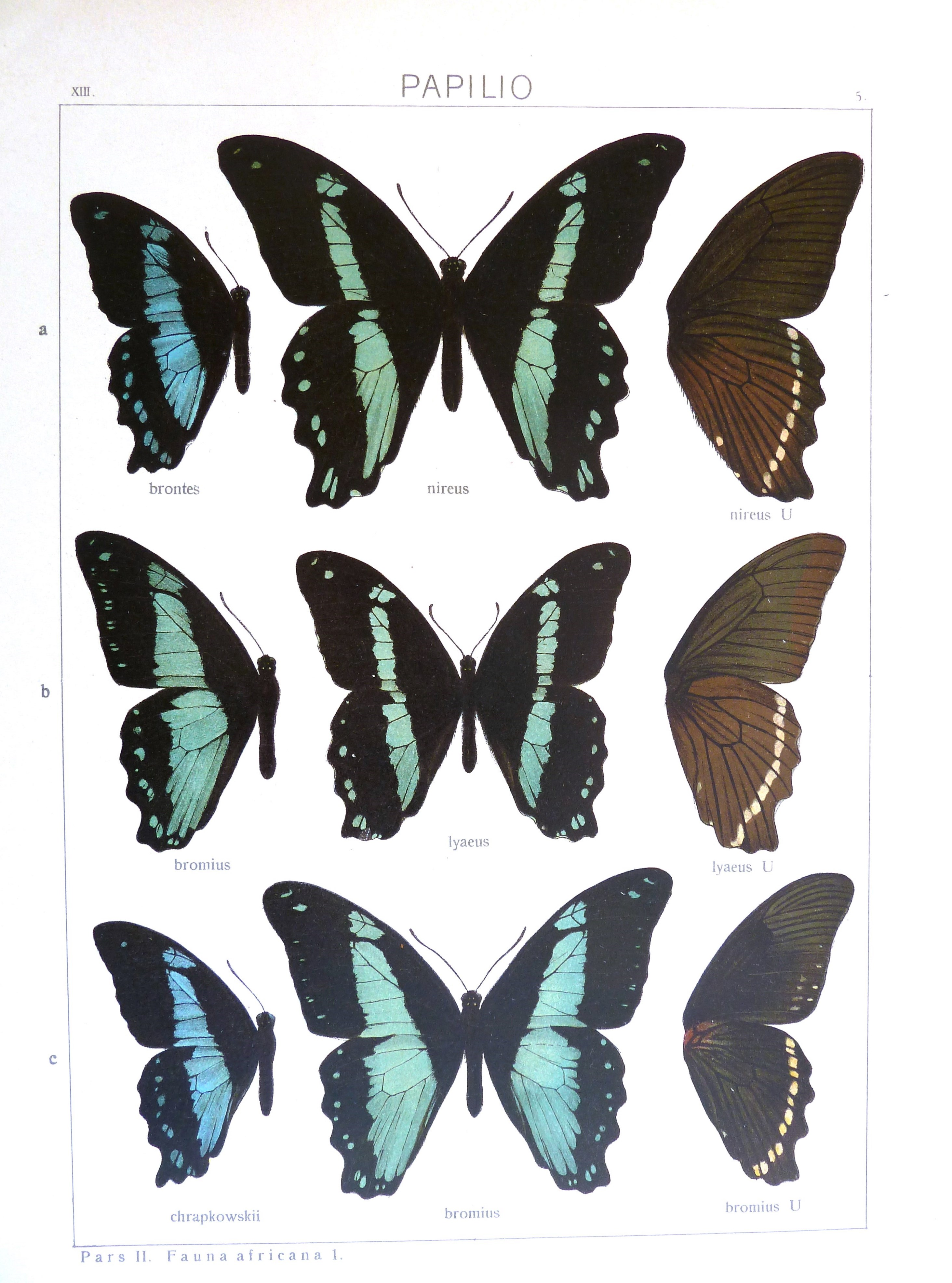